# KV65
KV65 (Kings' Valley 65) è la sigla che identifica una delle tombe della Valle dei Re in Egitto; non nota la destinazione.
Nell'agosto 2008, venne annunciata la scoperta di due nuove tombe: KV64 e KV65; mentre la prima è stata già oggetto di scavo nell'ambito del progetto Valle dei Re dell’Università di Basilea, iniziato nel 2009, la KV65 è a tutt'oggi (2017) non ancora scavata e nessuna ulteriore notizia è stata diramata circa un possibile intervento nel senso. L'Ingresso sembra appartenere allo stile della XVIII dinastia.